# Volby do Zastupitelstva města Brna 2014
Volby do zastupitelstva města Brna v roce 2014 proběhly  v rámci obecních voleb v pátek 10. a v sobotu 11. října. Brno mělo pouze jeden volební obvod, zvoleno bylo celkem 55 zastupitelů. Volilo 119 614 voličů, což představuje volební účast 38,69 % oprávněných voličů. 
Vítězem voleb se poprvé stalo ANO 2011 a na druhém místě Česká strana sociálně demokratická, která v minulých volbách vyhrála. Na třetím místě se umístilo hnutí Žít Brno, pro které to byly první volby. Celkem se do zastupitelstva (přes 5% hranici) dostalo 8 stran a hnutí.

## Výsledky hlasování
Ve volbách kandidovalo 17 politických subjektů nebo volebních uskupení v tomto vylosovaném pořadí:
| Volební strana                                                           | Počet hlasů | Hlasy v % | Mandáty | Bilance |
| ------------------------------------------------------------------------ | ----------- | --------- | ------- | ------- |
| Křesťanská a demokratická unie - Československá strana lidová            | 0 697 671   | 011,83    | 07      | ▲ +1    |
| Strana zelených                                                          | 0 435 168   | 007,38    | 04      | ▲ +1    |
| Česká strana sociálně demokratická                                       | 1 042 210   | 017,67    | 11      | ▼ -8    |
| Konzervativní strana                                                     | 0 005 283   | 000,09    | 0       | —       |
| Komunistická strana Čech a Moravy                                        | 0 396 657   | 006,73    | 04      | ▬ ±0    |
| Občanská demokratická strana                                             | 0 449 330   | 007,62    | 05      | ▼ -9    |
| Starostové a nezávislí                                                   | 0 79 597    | 001,35    | 0       | —       |
| A co Brno? („hnutí nezávislých Brňáků“ ve spolupráci s dalšími subjekty) | 0 212 134   | 003,60    | 0       | —       |
| Sdružení Moravané pro Brno                                               | 0 79 116    | 001,34    | 0       | —       |
| Sdružení Republika pro Brno                                              | 0 10 988    | 000,19    | 0       | —       |
| Žít Brno s podporou Pirátů                                               | 0 700 919   | 011,89    | 07      | ▲ +7    |
| Koalice DSSS a SPE                                                       | 0 11 480    | 000,19    | 0       | ▬ ±0    |
| Strana svobodných občanů                                                 | 0 141 827   | 002,41    | 0       | ▬ ±0    |
| TOP 09                                                                   | 0 387 462   | 006,57    | 04      | ▼ -5    |
| ANO 2011                                                                 | 1 175 204   | 019,93    | 13      | ▲ +13   |
| Úsvit přímé demokracie                                                   | 0 70 850    | 001,20    | 0       | —       |
| ANTIBURSÍK – STOP EKOTERORU !                                            | 0 000 837   | 000,01    | 0       | —       |
| Celkem                                                                   | 5 896 733   | 100,00    | 55      | ▬ ±0    |

## Zvolení zastupitelé
Z voleb do zastupitelstva statutárního města vzešli tito zastupitelé a zastupitelky:
| Zastupitel(ka)      | Strana                           | Počet hlasů | Pořadí        | Pořadí   | Poznámka                                                   |
| Zastupitel(ka)      | Strana                           | Počet hlasů | na kandidátce | výsledné | Poznámka                                                   |
| ------------------- | -------------------------------- | ----------- | ------------- | -------- | ---------------------------------------------------------- |
| Petr Vokřál         | ANO 2011                         | 23 287      | 1.            | 1.       | primátor                                                   |
| Marek Janíček       | ANO 2011                         | 22 278      | 2.            | 2.       |                                                            |
| Petra Rusňáková     | ANO 2011                         | 22 441      | 3.            | 3.       |                                                            |
| Richard Mrázek      | ANO 2011                         | 22 151      | 4.            | 4.       | náměstek pro dopravu, investice a evropské fondy           |
| Karin Karasová      | ANO 2011                         | 22 171      | 5.            | 5.       |                                                            |
| Tomáš Kratochvíl    | ANO 2011                         | 21 959      | 6.            | 6.       |                                                            |
| Pavel Staněk        | ANO 2011                         | 21 931      | 7.            | 7.       |                                                            |
| Lubora Bednaříková  | ANO 2011                         | 21 964      | 8.            | 8.       |                                                            |
| Robert Plaga        | ANO 2011                         | 22 122      | 9.            | 9.       |                                                            |
| Martin Schwab       | ANO 2011                         | 21 890      | 10.           | 10.      |                                                            |
| Barbora Maťáková    | ANO 2011                         | 21 831      | 11.           | 11.      |                                                            |
| René Novotný        | ANO 2011                         | 21 703      | 12.           | 12.      |                                                            |
| Petr Bořecký        | ANO 2011                         | 21 787      | 13.           | 13.      |                                                            |
| Roman Onderka       | ČSSD                             | 20 581      | 1.            | 1.       |                                                            |
| Oliver Pospíšil     | ČSSD                             | 19 899      | 2.            | 2.       |                                                            |
| Jiří Oliva          | ČSSD                             | 19 587      | 3.            | 3.       |                                                            |
| Naděžda Křemečková  | ČSSD                             | 19 443      | 4.            | 4.       |                                                            |
| Vlastimil Žďárský   | ČSSD                             | 19 413      | 5.            | 5.       |                                                            |
| Miloslav Humpolíček | ČSSD                             | 19 266      | 6.            | 6.       |                                                            |
| Jiří Ides           | ČSSD                             | 19 476      | 7.            | 7.       |                                                            |
| Petr Šafařík        | ČSSD                             | 19 472      | 8.            | 8.       |                                                            |
| Pavel Sázavský      | ČSSD                             | 19 413      | 9.            | 9.       |                                                            |
| Jiří Novotný        | ČSSD                             | 19 207      | 10.           | 10.      |                                                            |
| Pavel Boleslav      | ČSSD                             | 19 188      | 11.           | 11.      |                                                            |
| Matěj Hollan        | Žít Brno za Žít Brno + Piráti    | 16 612      | 1.            | 1.       | náměstek pro kulturu, sociální a zdravotní oblast          |
| Hana Kašpaříková    | bezpartijní za Žít Brno + Piráti | 14 282      | 2.            | 2.       |                                                            |
| Jan Hollan          | LES za Žít Brno + Piráti         | 14 126      | 6.            | 3.       |                                                            |
| Jiří Ulip           | Piráti za Žít Brno + Piráti      | 13 766      | 3.            | 4.       |                                                            |
| Karla Hofmannová    | SOL za Žít Brno + Piráti         | 13 611      | 4.            | 5.       |                                                            |
| Tomáš Koláčný       | Piráti za Žít Brno + Piráti      | 13 381      | 5.            | 6.       |                                                            |
| Martin Freund       | bezpartijní za Žít Brno + Piráti | 13 202      | 7.            | 7.       |                                                            |
| Klára Liptáková     | KDU-ČSL                          | 15 338      | 1.            | 1.       | první náměstkyně se zaměřením na správu majetku a školství |
| Daniel Rychnovský   | KDU-ČSL                          | 14 497      | 3.            | 2.       |                                                            |
| Stanislav Juránek   | KDU-ČSL                          | 14 158      | 14.           | 3.       |                                                            |
| Vít Beran           | KDU-ČSL                          | 13 961      | 2.            | 4.       |                                                            |
| Petr Hladík         | KDU-ČSL                          | 13 321      | 4.            | 5.       |                                                            |
| Antonín Crha        | KDU-ČSL                          | 13 445      | 5.            | 6.       |                                                            |
| Jaroslav Suchý      | KDU-ČSL                          | 13 217      | 6.            | 7.       |                                                            |
| František Vižďa     | ODS                              | 09 097      | 1.            | 1.       |                                                            |
| Libor Šťástka       | ODS                              | 09 008      | 5.            | 2.       |                                                            |
| Robert Kerndl       | ODS                              | 08 741      | 2.            | 3.       |                                                            |
| Šárka Cechová       | ODS                              | 08 834      | 3.            | 4.       |                                                            |
| Petr Kratochvíl     | ODS                              | 08 647      | 4.            | 5.       |                                                            |
| Jana Drápalová      | SZ                               | 11 443      | 1.            | 1.       |                                                            |
| Martin Ander        | SZ                               | 10 457      | 2.            | 2.       | náměstek pro rozvoj, územní plánování a životní prostředí  |
| Mojmír Vlašín       | bezpartijní za SZ                | 09 860      | 4.            | 3.       |                                                            |
| Ivana Fajnorová     | SZ                               | 09 177      | 3.            | 4.       |                                                            |
| Helena Sýkorová     | KSČM                             | 08 102      | 1.            | 1.       |                                                            |
| Daniel Borecký      | KSČM                             | 07 846      | 2.            | 2.       |                                                            |
| Martin Říha         | KSČM                             | 07 627      | 3.            | 3.       |                                                            |
| Jiří Hráček         | KSČM                             | 07 397      | 4.            | 4.       |                                                            |
| Josef Drbal         | bezpartijní za TOP 09            | 08 448      | 2.            | 1.       |                                                            |
| Jaroslav Kacer      | TOP 09                           | 08 202      | 1.            | 2.       |                                                            |
| Zdeňka Dubová       | TOP 09                           | 07 768      | 3.            | 3.       |                                                            |
| Pavel Urubek        | TOP 09                           | 07 550      | 4.            | 4.       |                                                            |

## Povolební uspořádání
| Koalice (31)                                                                | Koalice (31)                                                               | Koalice (31)                                                        | Koalice (31)      | Opozice (24)                                                               | Opozice (24)                | Opozice (24)              | Opozice (24)                      |
| ANO · ANO · ANO · ANO · ANO · ANO · ANO · ANO · ANO · ANO · ANO · ANO · ANO | Žít Brno · Žít Brno · Žít Brno · Žít Brno · Žít Brno · Žít Brno · Žít Brno | KDU-ČSL · KDU-ČSL · KDU-ČSL · KDU-ČSL · KDU-ČSL · KDU-ČSL · KDU-ČSL | SZ · SZ · SZ · SZ | ČSSD · ČSSD · ČSSD · ČSSD · ČSSD · ČSSD · ČSSD · ČSSD · ČSSD · ČSSD · ČSSD | ODS · ODS · ODS · ODS · ODS | KSČM · KSČM · KSČM · KSČM | TOP 09 · TOP 09 · TOP 09 · TOP 09 |

Deník iDNES.cz uváděl po volbách tuto trojici možného koaličního složení, vždy s výsledným součtem 31 mandátů:
- ANO + Žít Brno + KDU-ČSL + Strana zelených,
- ANO + ČSSD + KDU-ČSL,
- ČSSD + KDU-ČSL + ODS + Strana zelených + TOP 09.

Lídr vítězného hnutí ANO Petr Vokřál již před volbami odmítl možnou spolupráci s dosavadním primátorem za ČSSD Romanem Onderkou a po volbách uváděl jako preferovanou koalici s KDU-ČSL, Žít Brno a Stranou zelených. Matěj Hollan, lídr v pořadí třetího uskupení (Žít Brno) rovněž odmítl možnost koalice s Onderkou i s KSČM. Shodný postoj s ANO vyjádřili i brněnští Zelení.
Týden po volbách, v pátek 17. října 2014 stvrdily hnutí ANO, Žít Brno, KDU-ČSL a Strana zelených dohodu se záměrem podepsat do konce října koaliční smlouvu. Podle dohody se měl stát primátorem Petr Vokřál (ANO), 1. náměstkyní Klára Liptáková (KDU-ČSL) a další tři posty náměstků si měly rozdělit Žít Brno, Zelení a ANO. V radě by dále měli zasednout 3 zástupci ANO, 2 za KDU-ČSL a 1 za Žít Brno. Došlo tak k výměně v řízení města, neboť strany dosavadní magistrátní koalice, ČSSD a ODS se ocitly v opozici, spolu s KSČM a TOP 09.
Dne 31. října 2014 pak byla podepsána koaliční smlouva, která upravovala programové priority koalice, obsazení Rady města Brna a dalších orgánů i principy spolupráce koaličních stran. Klára Liptáková jako 1. náměstkyně dostala do gesce majetkový odbor s bytovou problematikou a školstvím, Matěj Hollan kulturu, zdravotnictví a sociální oblast, Martin Ander územní plánování s životním prostředím a Richard Mrázek dopravu a investice. Sám primátor Vokřál by pak měl zodpovědnost za mezinárodní spolupráci a bezpečnost.
Mezi hlavními body programu byly uvedeny:
- otevřenost magistrátu, zveřejňování smluv ad.,
- zlevnění městské hromadné dopravy,
- oživení chátrajícího fotbalového stadionu Za Lužánkami,
- obnovení úřadu hlavního architekta,
- upřesnění koncepce dopravy a parkování, řešení polohy a rekonstrukce hlavního nádraží,
- vybudování Janáčkova kulturního centra jako sídla brněnské filharmonie,
- dořešení změny spoluvlastníka Brněnských veletrhů.

Po vyřešení stížností na neplatnost voleb soudem svolal odstupující primátor Onderka ustavující schůzi zastupitelstva na 25. listopadu 2014. Zde byl hlasy 35 z celkových 55 zastupitelů zvolen novým primátorem Petr Vokřál z ANO. Zvoleni byli také náměstci Klára Liptáková, Richard Mrázek, Matěj Hollan a Martin Ander, v souladu s předchozí koaliční dohodou.
V průběhu volebního období začala KDU-ČSL vyjednávat s ČSSD a koalice se dostala do krize. Poté však Klára Liptáková, která jednání vedla, na všechny své funkce rezignovala, KDU-ČSL se v červnu 2016 do koalice vrátila a navíc se k ní přidala TOP 09. Primátorem zůstal Petr Vokřál, náměstky se stali Petr Hladík (KDU-ČSL), Richard Mrázek (ANO), Matěj Hollan (Žít Brno), Martin Ander (SZ) a Jaroslav Kacer (TOP 09). Celkem tato staronová koalice měla 34 mandátů (nezařazený Tomáš Kratochvíl byl vyloučen z ANO).

## Stížnost na neplatnost voleb
Strana Antibursík – Stop ekoteroru! podala ke Krajskému soudu v Brně stížnost na neplatnost voleb s odůvodněním, že dva kandidáti Žít Brno neměli v době registrace kandidátních listin trvalé bydliště v Brně.
Další stížnosti se týkaly voleb v městských částech, např. kvůli podezření z kupčení s hlasy v části Brno-sever. Zde soud stížnost uznal a místní volby prohlásil za neplatné. Stížnost v Brně-středu, podanou 24. října rovněž z důvodu špatného bydliště dvou kandidátů Žít Brno, soud 7. listopadu vyřešil tím, že oba kandidáty vyřadil a nechal je nahradit dalšími v pořadí dle propočtu Českého statistického úřadu.